# جيليكول (كاتلون)
جيليكول (Джиликуль) هي مدينة في ولاية خاتلون في طاجيكستان.
يبلغ عدد سكانها حوالي 6،144 نسمة.